# Берёза растопыренная

Берёза растопыренная (лат. Betula divaricata) — вид кустарников рода Берёза (Betula) семейства Берёзовые (Betulaceae).

## Распространение и экология
В природе ареал вида охватывает Монголию и Китай, юг Сибири, Дальний Восток России, где встречается на Камчатке, Анадыре, Охотском побережье, Сахалине, в северных районах Приморского края, Хабаровском крае, Амурской области.
Произрастает на болотах, в подлеске лиственных, лиственно-еловых и смешанных лесов, в зарослях кустарников, по берегам рек и озёр, в горах поднимается до субальпийского пояса.

## Ботаническое описание
Кустарник высотой 0,5—2 м. Однолетние побеги коротко опушённые, железистые; позднее — гладкие, глянцевые, тёмнокорые.
Листья обратнояйцевидные, почти округлые или округло-ромбические, длиной 1,5—3 см, шириной 1,3—2,5 см, с сердцевидным основанием и тупой или закруглённой верхушкой, тупозубчатые, на черешках длиной 1—7 мм.
Пестичные серёжки эллиптические, кругловатые, длиной 0,8—2,5 см, диаметром 0,4—0,8 см. Прицветные чешуи длиной 3—8 мм, боковые лопасти прямые, отклонённые в сторону, длиной 1—3 мм.
Плоды — эллиптические или обратнояйцевидные орешки, длиной 2—4 мм, шириной 1—3 мм, с широкими крыльями (2—5 мм).
Число хромосом: 2n = 42.

## Химический состав
В молодом возрасте листья богаты белком (свыше 20 %) и содержат очень небольшое количество клетчатки и довольно много (до 6 %) «сырого жира». Даже в конце лета, в момент начала пожелтения листья содержат значительное количество протеина. 
| Дата       | Воды в % | От абсолютно сухого вещества в % | От абсолютно сухого вещества в % | От абсолютно сухого вещества в % | От абсолютно сухого вещества в % | От абсолютно сухого вещества в % | От абсолютно сухого вещества в % | От абсолютно сухого вещества в % | От абсолютно сухого вещества в % | Источник и район           |
| Дата       | Воды в % | Зола                             | Протеин                          | Белок                            | Жир                              | Клетчатка                        | БЭВ                              | Кальций                          | Фосфор                           | Источник и район           |
| ---------- | -------- | -------------------------------- | -------------------------------- | -------------------------------- | -------------------------------- | -------------------------------- | -------------------------------- | -------------------------------- | -------------------------------- | -------------------------- |
| Июнь       | 8,5      | 5,1                              | 23,9                             | 21,7                             | 6,5                              | 9,1                              | 55,4                             | 0,589                            | 0,422                            | Работнов, юг Якутской АССР |
| Август     | 8,7      | 4,2                              | 15,9                             | —                                | —                                | 24,0                             | —                                | 0,809                            | 0,396                            | Работнов, юг Якутской АССР |
| ?          | 8,2      | 3,4                              | 12,9                             | 12,8                             | 5,6                              | 10,2                             | 67,9                             | —                                | —                                | Сочава, Амурская обл.      |
| 16 августа | 7,5      | 4,6                              | 17,1                             | 15,5                             | 12,2                             | 13,5                             | 52,6                             | 0,783                            | 0,335                            | Тихомиров, Камчатка        |
| 24 августа | 4,8      | 4,8                              | 12,4                             | 10,6                             | 17,9                             | 15,9                             | 49,1                             | 0,820                            | 0,151                            | Тихомиров, Камчатка        |

## Значение и применение
На севере листья поедаются северным оленем (Rangifer tarandus) с весны до осени. В районах бедных ивами является нередко основным кормом оленя. Заросли могут быть использованы для заготовки веточного корма. Запасы листвы по наблюдениям на юге Якутии в среднем составили 100—200 кг/га (в воздушно сухом состоянии). 
Используется на топливо.

## Таксономия
Вид Берёза растопыренная входит в род Берёза (Betula) подсемейства Берёзовые (Betuloideae) семейства Берёзовые (Betulaceae) порядка Букоцветные (Fagales).
|  |                                      |  |                                                             |                                                             |                     |  | ещё 7 семейств (согласно Системе APG II) | ещё 7 семейств (согласно Системе APG II)                   |                                                            |  |  |  | ещё 1—2 рода        | ещё 1—2 рода             |  |  |
|  |                                      |  |                                                             |                                                             |                     |  | ещё 7 семейств (согласно Системе APG II) | ещё 7 семейств (согласно Системе APG II)                   |                                                            |  |  |  | ещё 1—2 рода        | ещё 1—2 рода             |  |  |
|  |                                      |  |                                                             | порядок Букоцветные                                         |                     |  |                                          |                                                            | подсемейство Берёзовые                                     |  |  |  |                     | вид Берёза растопыренная |  |  |
|  |                                      |  |                                                             | порядок Букоцветные                                         |                     |  |                                          |                                                            | подсемейство Берёзовые                                     |  |  |  |                     | вид Берёза растопыренная |  |  |
|  | отдел Цветковые, или Покрытосеменные |  |                                                             |                                                             | семейство Берёзовые |  |                                          |                                                            | род Берёза                                                 |  |  |  |                     |                          |  |  |
|  | отдел Цветковые, или Покрытосеменные |  |                                                             |                                                             |                     |  |                                          |                                                            |                                                            |  |  |  |                     |                          |  |  |
|  |                                      |  | ещё 44 порядка цветковых растений (согласно Системе APG II) | ещё 44 порядка цветковых растений (согласно Системе APG II) |                     |  |                                          | ещё одно подсемейство, Лещиновые (согласно Системе APG II) | ещё одно подсемейство, Лещиновые (согласно Системе APG II) |  |  |  | ещё более 110 видов |                          |  |  |
|  |                                      |  |                                                             | ещё 44 порядка цветковых растений (согласно Системе APG II) |                     |  |                                          |                                                            | ещё одно подсемейство, Лещиновые (согласно Системе APG II) |  |  |  |                     |                          |  |  |